# Carlos González Rothwoss
Carlos González Rothwoss (Burgos, 24 de març de 1865 - ?) va ser un polític i advocat espanyol, diputat al Congrés dels Diputats i governador civil de la província de Barcelona en dues ocasions durant el regnat d'Alfons XIII.

## Biografia
Nascut en Burgos el 24 de març de 1865, va estudiar a Madrid la carrera de Dret, on es va doctorar. Va ser elegit diputat a les Corts de la Restauració pel districte de Santiago de Cuba en les eleccions de 1896 i pel de Salas de los Infantes a les eleccions de 1903, 1905 i 1907. Afí a Antoni Maura, va exercir de governador civil de la província de Barcelona entre abril de 1903 i juliol de 1905. Va haver de bregar amb la primera gran vaga dels constructors de calçat de Barcelona en l'estiu de 1903. Va dur a terme durant el seu primer mandat una contundent actuació contra la violència sindical, fins i tot després d'una relativa tranquil·litat en 1904.
Nomenat en 1909 primer comissari general d'Assegurances, va ser rellevat en el càrrec per Julio Burell y Cuéllar.
Va exercir el càrrec de governador civil de Barcelona per segona vegada entre gener de 1918 i març de 1919. Durant el seu mandat va recolzar al capità general de Catalunya Joaquim Milans del Bosch i Carrió en l'aplicació de la llei marcial a Barcelona entre desembre de 1918 i gener de 1919, i va haver de bregar amb la vaga de la Canadenca, adoptant un rol intransigent a l'hora de tractar amb els vaguistes. Desacreditat com a autoritari, va ser reemplaçat per Carles Emili Montañès i Criquillion. Va ser membre del primer patronat del Museu Municipal de Madrid (1927).